# Faouzi Achbar
Faouzi Achbar (Rotterdam, 29 november 1982) is een Nederlandse politicus en bestuurder. Sinds 16 juni 2022 is hij wethouder van Rotterdam, verantwoordelijk voor Welzijn, Samenleven, Sport en Digitale Inclusie. Hij is een van de twee eerste wethouders van de partij DENK in Nederland.

## Opleiding
Faouzi Achbar heeft de lerarenopleiding Maatschappijleer gevolgd aan de Hogeschool Rotterdam en heeft hier zijn bevoegdheid behaald. Daarna studeerde Achbar af aan de Erasmus Universiteit Rotterdam met een master in sociologie in 2014 en behaalde zijn MBA voor onderwijsmanagers in 2019. 

## Loopbaan
Vanaf 2011 was Achbar werkzaam bij het Carré College, LMC Groep Rotterdam, waar hij verschillende functies vervulde, zoals coördinator bovenbouw, plaatsvervangend teamleider en lid strategie-groep. 
Achbar was sinds 2018 teamleider Havo bij het VAVO Rijnmond College. Achbar begon zijn loopbaan in 2003 bij McDonald's Nederland B.V.

### Politieke Loopbaan
Tussen 2006 en 2014 was Achbar deelraadslid en fractievoorzitter in de deelgemeente Feijenoord, Rotterdam namens de PvdA. In 2018 werd Achbar gemeenteraadslid in Rotterdam voor de Rotterdamse fractie van DENK. In april 2021 werd Achbar fractievoorzitter van DENK in de Rotterdamse raad.
Achbar is actief in landelijke politieke en maatschappelijke kringen. Hij is bestuurslid bij stichting Geuzenpenning, een organisatie die zich inzet sinds 1987 waarbij jaarlijks een Geuzenpenning uitgereikt wordt om mensen en organisaties te eren en te steunen, die zich op bijzondere wijze hebben ingezet voor democratie of tegen dictatuur, discriminatie en racisme. Ook is Achbar voorzitter van de Raad voor het Publiek Belang (RvhPB), een organisatie die zich richt op het behartigen van belangen van alle gemeenten die bij het CJG zijn aangesloten.